# Layla
"Layla" là ca khúc sáng tác bởi Eric Clapton và Jim Gordon, được phát hành bởi nhóm nhạc blues rock Derek and the Dominos, trong album Layla and Other Assorted Love Songs (1970). Ca khúc bao gồm 2 phần giai điệu hoàn toàn tương phản được viết bởi cá nhân Clapton và Gordon.
Nhan đề ca khúc được lấy từ câu chuyện cổ của văn học Ba Tư Layla và chàng điên của Nizami Ganjavi mà Ian Dallas tặng cho Clapton. Cuốn sách ảnh hưởng lớn tới Clapton khi nó kể về chàng trai trẻ có một tình yêu vô vọng với một người phụ nữ đẹp nhưng không tương xứng với mình, cuối cùng phát điên vì không thể cưới được cô. Trong cuốn tự truyện của mình, Clapton nói: "Ian Dallas nói với tôi về Layla và Manjun [sic] – câu chuyện tình cổ Ba Tư về một chàng trai trẻ, Manjun [sic], dành tình yêu cho cô gái có tên Layla, song bị cha cô ngăn cấm và vì thế mà phát điên." Ca khúc được lấy cảm hứng từ chính bản thân Clapton khi anh yêu Pattie Boyd – vợ của người bạn thân, nhạc sĩ George Harrison của ban nhạc The Beatles.
"Layla" hoàn toàn thất bại khi mới ra mắt. Tuy nhiên, sau đó nó có được thành công lớn về chuyên môn, rồi trở thành một trong những ca khúc vĩ đại nhất lịch sử nhạc rock. Ấn bản năm 1972 và ấn bản acoustic của ca khúc mà Clapton trình diễn 20 năm sau tại chương trình MTV Unplugged đều đạt thành công rực rỡ tại các bảng xếp hạng. Năm 2004, tạp chí Rolling Stone xếp "Layla" ở vị trí số 27 trong danh sách "500 bài hát vĩ đại nhất", còn ấn bản acoustic cũng giành được Giải Grammy cho Bài hát Rock hay nhất vào năm 1993.

## Hoàn cảnh ra đời
Năm 1966, George Harrison kết hôn với Pattie Boyd – người mẫu mà anh gặp khi tham gia diễn xuất bộ phim A Hard Day's Night (1964). Cùng lúc đó, Clapton và Harrison trở thành những người bạn thân. Clapton thay Harrison chơi phần lead guitar trong ca khúc "While My Guitar Gently Weeps" của The Beatles, còn Harrison đồng sáng tác và chơi guitar (dưới nghệ danh L'Angelo Misterioso) cho ca khúc "Badge" của Cream. Tuy nhiên trong quãng thời gian sau khi chia tay Cream và trước khi lập nên Blind Faith, Clapton bắt đầu yêu Boyd.
Nhan đề "Layla" được trực tiếp lấy từ câu chuyện Layla và chàng điên của nhà thơ Ba Tư thế kỷ 12 Nizami Ganjavi. Khi viết ca khúc này, Clapton được Ian Dallas – một người đang trong quá trình cải đạo sang Hồi giáo – kể lại câu chuyện. Câu chuyện của Ganjavi nói về việc nàng công chúa vì ý của cha mà cưới một người, khiến cho người tình Majnun phát điên, có nhiều nét tương đồng với chính Clapton.
Boyd ly hôn với Harrison vào năm 1977 và tái hôn với Clapton vào năm 1979 tại Tucson, Arizona, Mỹ. Harrison không hề phiền muộn về việc ly hôn, thậm chí anh còn có mặt trong bữa tiệc cưới của Clapton cùng Ringo Starr và Paul McCartney. Trong thời gian này, Clapton còn sáng tác một ca khúc khác tặng Boyd có tên "Wonderful Tonight" (1977). Họ ly hôn vào năm 1988 sau một thời gian dài ly thân.

## Thu âm và sản xuất
Sau khi Cream tan rã, Clapton liền thử sức ở vài ban nhạc mới, trong đó có siêu ban nhạc Blind Faith và cặp song ca vợ chồng Delaney & Bonnie. Xuân 1970, một số thành viên của Delaney & Bonnie, bao gồm cây bass Carl Radle, tay trống Jim Gordon và keyboard Bobby Whitlock chia tay nhóm. Nắm bắt lấy cơ hội, Clapton tuyển mộ họ và lập nên Derek and the Dominos.
Trong quá trình thu âm album, Duane Allman tham gia cùng Clapton trong vai trò khách mời. Allman và Clapton – những người vốn thần tượng nhau từ lâu – được giới thiệu bởi Tom Dowd qua một buổi diễn của nhóm The Allman Brothers. Cả hai thấy tâm đầu ý hợp và nhanh chóng trở thành bạn tốt. Dowd nói về cách họ cùng nhau chơi guitar: "Giữa họ có lẽ tồn tại thần giao cách cảm vì tôi chưa từng thấy những cảm hứng đồng thời diễn ra ở độ chính xác và trình độ cao tới vậy. Một người chơi một giai điệu, và người kia có thể đối ứng ngay lập tức. Chưa bao giờ lại phải có ai trong số họ hỏi "Liệu cậu có thể chơi lại được không?" Họ như kiểu 2 chiếc găng trong cùng một đôi vậy. Họ hợp ý nhau vô cùng và luôn chơi nhạc cùng nhau." Dowd vốn có tiếng tăm từ nhiều sản phẩm trước đó và làm việc với Clapton từ thời Cream (Clapton từng gọi ông là "nhà sản xuất thu âm lý tưởng"), song album này lại là một thành tựu vô cùng khác biệt. Trong bộ phim tài liệu Tom Dowd and the Language of Music, ông có chỉnh sửa lại bản gốc của "Layla" và nói: "Đây là những nguyên tắc của tôi, chỉ một hoặc phải nhiều dị bản."
Clapton vốn sáng tác "Layla" với giai điệu ballad, ca từ nói về việc thất tình của mình với Boyd, song nó liền chuyển sang hướng rock hơn khi Allman viết nên đoạn riff thương hiệu của ca khúc. Khi ban nhạc tập hợp đầy đủ với Dowd, "Layla" được thu âm hoàn chỉnh. Bản thu lần đầu tiên bao gồm 16 đoạn thu nhỏ với 6 phần thu guitar: 1 phần guitar nền bởi Clapton, 3 phần hòa âm bởi Clapton (đoạn riff chính chơi trên 2 kênh với 2 phần hòa âm cho đoạn riff chính), phần solo bởi Allman (solo gắt với nhiều nốt luyến ở đoạn vào đầu và chơi slide ở đoạn kết) và phần chơi của Allman và Clapton cùng song tấu guitar solo (đoạn 7 nốt nhạc chính của đoạn riff được song tấu ở 2 quãng tám và 12 riff nốt được chơi đồng âm). Khi thu âm đoạn song tấu này, cả hai chiếc guitar cùng được cắm vào cùng chiếc ampli Fender Champ.
Không lâu sau, Clapton quay lại phòng thu, và nghe thấy Gordon chơi một đoạn piano hoàn toàn riêng biệt. Quá ấn tượng về giai điệu, Clapton liền thuyết phục Gordon đưa nó vào làm một phần của ca khúc. Cho dù chỉ có Gordon được ghi là tác giả cho đoạn piano này, Whitlock sau này nói: "Jim đã lấy đoạn nhạc đó từ người bạn gái cũ Rita Coolidge. Tôi biết điều đó vì từ những ngày ở nhóm Delaney & Bonnie, tôi ở nhà của John Garfield ở đồi Hollywood vốn có một căn nhà cho khách tới nghỉ với một chiếc piano. Rita và Jim ở lại căn nhà đó và rủ tôi tới giúp đoạn nhạc mà họ viết có tên "Time"... Chị gái của cô ấy, Priscilla, muốn nó được thu âm bởi Booker T. Jones... Jim lấy giai điệu ca khúc của Rita song không hề nhắc tới cô là tác giả. Người bạn trai đã lợi dụng cô ấy." "Time" chính là ca khúc cuối cùng trong album Chronicles của Booker T. và Priscilla Jones, được phát hành vào năm 1973.
Đợt thu thứ hai của "Layla" diễn ra chỉ 1 tuần sau đợt thu đầu tiên, với Gordon chơi piano, Clapton chơi guitar acoustic cũng như slide guitar còn Allman chơi cả guitar điện lẫn slide guitar dùng bottleneck. Sau khi Dowd hợp nhất 2 buổi thu lại với nhau, "Layla" chính thức hoàn tất.
Theo cấu trúc ca khúc, "Layla" được xây dựng bởi 2 đoản khúc, theo kèm là riff. Đoản khúc thứ nhất theo khóa Rê thứ ở điệp khúc và Đô thăng thứ ở đoạn vào, trở thành "đoạn riff thương hiệu" với các kỹ thuật hammer-on, pull-off và power chord. Phần thứ hai của đoản khúc được cho là của Allman, phỏng theo ca khúc "As the Years Go Passing By" trích từ album Born Under a Bad Sign (1967) của Albert King. Phần đầu tiên của đoạn này được đánh dấu bằng kỹ thuật slide guitar solo ghi đè mạnh mẽ chơi bởi Allman. Bằng việc di chuyển slide tới những phím cuối cùng, Allman đã tạo ra những âm thanh cao hơn nhiều so với cách chơi thông thường. Dowd từng gọi chúng là "những nốt không thể được tạo nên bởi nhạc cụ!".
Đoản khúc thứ 2 với đóng góp Gordon là đoạn chơi piano kết thúc. Ban đầu được chơi ở giọng Đô trưởng, tốc độ của đoạn kết này ngày một được đẩy lên trong quá trình thu âm. Kết quả là giọng chuẩn của giai điệu hơi bị lạc sang giữa Đô và Đô thăng. Đoạn nghỉ của piano khi kết thúc ca khúc được khép lại bởi tiếng guitar acoustic vốn cũng là một phần trong đoạn outro-solo. Giai điệu tương tự được Allman chơi song song bằng guitar, song với một quãng tám cao hơn. Gordon không hề hình dung hay có yêu cầu về phần chơi guitar này. Clapton và Allman cùng nhau phát triển thêm phần giai điệu, và ca khúc kết thúc với những âm thanh "chim hót" thương hiệu của Allman trên chiếc slide guitar.
Clapton nói về ca khúc để đời của mình:
""Layla" quả thực rất khó, bởi vì nó quá khó để trình diễn trực tiếp. Bạn phải có được những nhạc sĩ đồng nghiệp thực sự giỏi để nhào nặn tất cả những nguyên liệu trong đó, nhưng khi bạn tiếp xúc với nó thì... Nó quá khó để chơi với một bộ tứ lúc đó, bởi vì có nhiều đoạn bạn phải chơi và hát hoàn toàn đối nghịch với giai điệu – một điều gần như không thể làm được. Nếu bạn có một nhóm nhạc lớn, giống như mỗi lúc tôi đi tour, thì sẽ dễ dàng để trình diễn thứ gì tương tự với "Layla" – và tôi rất tự hào về nó. Tôi hài lòng khi nghe nó. Nó gần như không phải là chính tôi vậy. Nó giống như thể tôi đang nghe một ai đó mà tôi vô cùng ưa thích. Derek and The Dominos là ban nhạc mà tôi thực sự yêu thích – và có vẻ như tôi không thuộc về ban nhạc vậy. Nó như thể có một ban nhạc, và tôi là người hâm mộ họ. Đôi lúc, âm nhạc có thể trở thành như vậy. Khi nó trở thành thứ âm nhạc tuyệt vời như nó vốn thế, tôi không còn đặt mình vào trong nó nữa. Hoàn toàn giống như một người khác. Từ đó, những ca khúc khác trở nên dễ dàng hơn."
Pattie Boyd từng nói: "Tôi nghĩ khi đó anh ấy còn thực sự hoang dại... Anh ấy là một nhạc sĩ tài năng tới mức có thể dễ dàng đưa cảm xúc của mình vào âm nhạc theo cách mà người nghe có thể cảm nhận một cách bản năng. Nó đi thẳng vào tâm trí của bạn."

### Thành phần tham gia sản xuất
- Eric Clapton – hát chính, guitar lead, guitar nền, guitar acoustic.
- Duane Allman – guitar lead, slide guitar.
- Jim Gordon – trống, định âm, piano.
- Carl Radle – bass.
- Bobby Whitlock – organ, piano, hát nền.
- Tom Dowd – sản xuất.

## Ấn bản khác
Album Layla and Other Assorted Love Songs chỉ bán được số lượng hạn chế (và thực tế chưa từng được xếp hạng ở Anh), có lẽ một phần do tên của Clapton chỉ được đăng ở phần bìa sau. Hơn nữa, độ dài quá lớn của "Layla" làm hạn chế việc phát sóng trên đài phát thanh, dẫn tới việc bản rút gọn 2:43 đã được hãng Atco Records (Mỹ) phát hành vào tháng 3 năm 1971. Ca khúc có được vị trí 51 tại Billboard Hot 100.
Khi "Layla" được tái bản trong album The History of Eric Clapton rồi phát hành dưới dạng đĩa đơn vào năm 1972, nó có được vị trí số 7 tại Anh và số 10 tại Mỹ rồi được tạp chí Billboard là ca khúc xuất sắc thứ 62 của năm 1972. Năm 1982, "Layla" được tái bản lần nữa dưới dạng đĩa đơn, và lần này là vị trí số 4 tại Anh. Lần này ấn bản dài 7 phút đã được xếp hạng bao gồm 2/3 độ dài hoàn toàn là các đoạn chơi của nhạc cụ.
Các đánh giá ngày một tích cực hơn theo thời gian. Dave Marsh trong ấn bản tạp chí The Rolling Stone Illustrated History of Rock and Roll viết "có một vài khoảnh khắc của việc trình diễn thu âm nhạc rock mà ca sĩ hay nhạc sĩ đã thả mình quá sâu khiến cho việc nghe chúng như là sản phẩm của một vụ giết người hay tự sát... với tôi "Layla" có lẽ là hay nhất trong số đó." Ông xếp ca khúc này ở vị trí 136 trong danh sách The Heart of Rock & Soul: The 1001 Greatest Singles Ever Made.
Tháng 5 năm 1980, dàn nhạc giao hưởng London đã trình diễn lại ca khúc này hoàn toàn không lời, thu âm tại phòng thu số 1 của hãng EMI, Abbey Road, London. Một ấn bản tương tự sau đó được dàn nhạc giao hưởng Hoàng gia trình diễn.
Ngày 20 tháng 9 năm 1983 trong buổi diễn từ thiện của ARMS tại Royal Albert Hall, Eric Clapton, Jeff Beck và Jimmy Page cùng nhau ngẫu hứng chơi "Layla". 3 nghệ sĩ trên đều từng là thành viên của nhóm The Yardbirds giai đoạn 1963 to 1968, song chưa từng chính thức cùng trình diễn với nhau.
Năm 1992, Clapton nhận lời mời trình diễn mộc cho chương trình MTV Unplugged. Album theo kèm, Unplugged, bao gồm nhiều ca khúc blues nổi tiếng cùng với sáng tác mới "Tears in Heaven". Chương trình biểu diễn cũng xuất hiện ấn bản mộc của "Layla". Ấn bản này giảm nhịp ca khúc, trình bày lại đoạn riff cũng như cắt bỏ hoàn toàn đoạn piano kết bài. Clapton giới thiệu ca khúc bằng cách đặt câu hỏi cho thính giả "Để xem liệu các bạn có nhận ra" Ca khúc đạt vị trí 12 tại Mỹ, nhưng thất bại tại Anh. Tuy nhiên, nó lại giành được Giải Grammy cho Bài hát Rock hay nhất vào năm 1993, đánh bại "Smells Like Teen Spirit" đình đám của ban nhạc Nirvana, và được tạp chí Entertainment Weekly gọi là một trong những cú sốc lớn nhất lịch sử giải Grammy.
Năm 2003, The Allman Brothers Band cũng chơi ca khúc này trong một buổi trình diễn của họ. Warren Haynes hát chính, Gregg Allman chơi piano, còn Derek Trucks phụ trách phần guitar của Duane Allman trong đoạn kết. Việc trình bày ca khúc này không phải để tưởng nhớ Duane mà dành cho nhà sản xuất Tom Dowd mới qua đời vào năm trước đó.
Bản thân Clapton còn cho thu âm một ấn bản thứ 3 nữa. "Layla" là ca khúc số 7 trong album Wynton Marsalis & Eric Clapton play the blues (2011). Thành phần tham gia thể hiện ca khúc bao gồm Wynton Marsalis (hát bè, trumpet), Eric Clapton (hát chính, guitar), Victor Goines (clarinet), Marcus Printup (trumpet), Chris Crenshaw (trombone, hát bè), Don Vappie (banjo), Chris Stainton (keyboard), Dan Nimmer (piano), Carlos Henriquez (bass) và Ali Jackson (drums).

### Thành phần tham gia sản xuất – ấn bảnUnplugged
- Eric Clapton – acoustic lead guitar, hát chính.
- Ray Cooper – định âm.
- Nathan East – acoustic bass guitar, hát nền.
- Andy Fairweather Low – acoustic guitar nền.
- Steve Ferrone – trống.
- Katie Kissoon, Tessa Niles – hát nền.
- Chuck Leavell – piano.

## Xếp hạng và chứng chỉ
| Bảng xếp hạng (1972–1982)       | Vị trí cao nhất |
| ------------------------------- | --------------- |
| Canadian Top Singles (RPM)      | 9               |
| Ireland (IRMA)                  | 4               |
| Hà Lan (Dutch Top 40)           | 9               |
| New Zealand (Recorded Music NZ) | 2               |
| Poland (LP3)                    | 10              |
| Anh Quốc (OCC)                  | 4               |
| Hoa Kỳ Billboard Hot 100        | 10              |

| Bảng xếp hạng (1972)                 | Vị trí |
| ------------------------------------ | ------ |
| UK Singles (Official Charts Company) | 104    |
| US Billboard Hot 100                 | 61     |

| Bảng xếp hạng (1982)                 | Vị trí |
| ------------------------------------ | ------ |
| UK Singles (Official Charts Company) | 104    |

| Quốc gia                                                                           | Chứng nhận | Số đơn vị/doanh số chứng nhận |
| ---------------------------------------------------------------------------------- | ---------- | ----------------------------- |
| New Zealand (RMNZ)                                                                 | Vàng       | 10.000*                       |
| Anh Quốc (BPI)                                                                     | Bạc        | 250.000^                      |
| Hoa Kỳ (RIAA)                                                                      | Vàng       | 1.000.000^                    |
| * Chứng nhận dựa theo doanh số tiêu thụ. ^ Chứng nhận dựa theo doanh số nhập hàng. |            |                               |

| Bảng xếp hạng (1992–1993)                     | Vị trí cao nhất |
| --------------------------------------------- | --------------- |
| Úc (ARIA)                                     | 7               |
| Belgian Back Catalogue (Ultratop 50 Flanders) | 36              |
| Bỉ (Ultratop 50 Flanders)                     | 19              |
| Belgium (VRT Top 30 Flanders)                 | 22              |
| Canadian Adult Contemporary (RPM)             | 4               |
| Canadian Retail Singles (The Record)          | 30              |
| Canadian Top Singles (RPM)                    | 1               |
| Đức (GfK)                                     | 35              |
| Ireland (IRMA)                                | 20              |
| Hà Lan (Dutch Top 40)                         | 4               |
| Hà Lan (Single Top 100)                       | 8               |
| New Zealand (Recorded Music NZ)               | 3               |
| Ba Lan (LP3)                                  | 3               |
| Thụy Sĩ (Schweizer Hitparade)                 | 28              |
| Anh Quốc (OCC)                                | 45              |
| US Adult Top 40 (Billboard)                   | 17              |
| US Album Rock Tracks (Billboard)              | 32              |
| US Billboard Hot 100 Airplay                  | 3               |
| Hoa Kỳ Billboard Hot 100                      | 12              |
| Hoa Kỳ Mainstream Rock (Billboard)            | 9               |
| US Mainstream Top 40 (Billboard)              | 13              |
| US Pop Songs (Billboard)                      | 4               |
| US Top Singles Sales (Billboard)              | 18              |

| Bảng xếp hạng (1992)              | Vị trí |
| --------------------------------- | ------ |
| Canadian Adult Contemporary (RPM) | 27     |
| Germany (Official German Charts)  | 196    |
| Netherlands (Dutch Top 40)        | 40     |
| Netherlands (Single Top 100)      | 40     |
| Switzerland (Schweizer Hitparade) | 144    |
| US Billboard Hot 100              | 88     |

| Quốc gia                                                                           | Chứng nhận  | Số đơn vị/doanh số chứng nhận |
| ---------------------------------------------------------------------------------- | ----------- | ----------------------------- |
| Úc (ARIA)                                                                          | Vàng        | 35.000^                       |
| Canada (Music Canada)                                                              | 2× Bạch kim | 200.000^                      |
| Đan Mạch (IFPI Đan Mạch)                                                           | Vàng        | 4.000^                        |
| Hy Lạp (IFPI Hy Lạp)                                                               | Vàng        | 10.000^                       |
| Nhật Bản (RIAJ)                                                                    | Bạch kim    | 100.000^                      |
| Taiwan (RIT)                                                                       | Vàng        | 50.000*                       |
| Uruguay (CUD)                                                                      | Vàng        | 3.000^                        |
| Venezuela (IFPI Venezuela)                                                         | Vàng        | 15.000*                       |
| Tổng hợp                                                                           |             |                               |
| Toàn cầu (IFPI)                                                                    | —           | 1.500.000                     |
| * Chứng nhận dựa theo doanh số tiêu thụ. ^ Chứng nhận dựa theo doanh số nhập hàng. |             |                               |

## Tôn vinh
Trong khoảng cuối những năm 1980, đầu những năm 1990, "Layla" đã trở thành một biểu tượng và có tên trong rất nhiều danh sách "ca khúc vĩ đại nhất". Ca khúc sau này được lựa chọn vào danh sách "50 bài hát thay đổi Rock and Roll" của Đại sảnh Danh vọng Rock and Roll, rồi được tạp chí Rolling Stone xếp hạng 27 trong danh sách "500 bài hát vĩ đại nhất".